# Blitvenica
Blitvenica – bezludna wyspa w Chorwacji, na Morzu Adriatyckim. Jej maksymalna wysokość wynosi 21,6 m n.p.m. Na wyspie znajduje się latarnia morska.